# Ron Staniforth
Ronald "Ron" Staniforth (Manchester, 13 de abril de 1924 - outubro de 1988) foi um futebolista e treinador inglês, que atuava como defensor.

## Carreira
Ron Staniforth fez parte do elenco da Seleção Inglesa de Futebol que disputou a Copa do Mundo de 1954.

## Ligações Externas
- Perfil em FIFA.com (em inglês)